# Вечните
„Вечните“ (на английски: Eternals) е американско фентъзи от 2021 г. за едноименните персонажи на Марвел Комикс. Режисьор е Клоуи Жао и сценаристи са Матю К. Фирпо и Раян Фирпо. Това е 26-ият филм в киновселената на Марвел. Филмът ще служи за предистория на всички събития във вселената на Марвел.
 Премиерата в САЩ е на 5 ноември 2021 г.

## Актьорски състав
| Актьор            | Роля                       |
| ----------------- | -------------------------- |
| Джема Чан         | Серси                      |
| Ричард Мадън      | Икарис                     |
| Анджелина Джоли   | Тена                       |
| Салма Хайек       | Аякс                       |
| Кумаил Нанджиани  | Кинго                      |
| Лиа Макхю         | Спрайт                     |
| Бари Кеоган       | Друиг                      |
| Лоурен Ридлоф     | Макари                     |
| Браян Тайри Хенри | Фастос                     |
| Дон Лий           | Гилгамеш                   |
| Бил Скарсгорд     | Кро                        |
| Дейвид Кай        | Аришем                     |
| Кит Харингтън     | Дейн Уитман / Черния рицар |
| Хариш Пател       | Карун                      |
| Хари Стайлс       | Ерос / Старфокс            |
| Патън Осуалд      | Тролът Пип                 |
| Махершала Али     | Ерик Брукс / Блейд         |